# Operculina

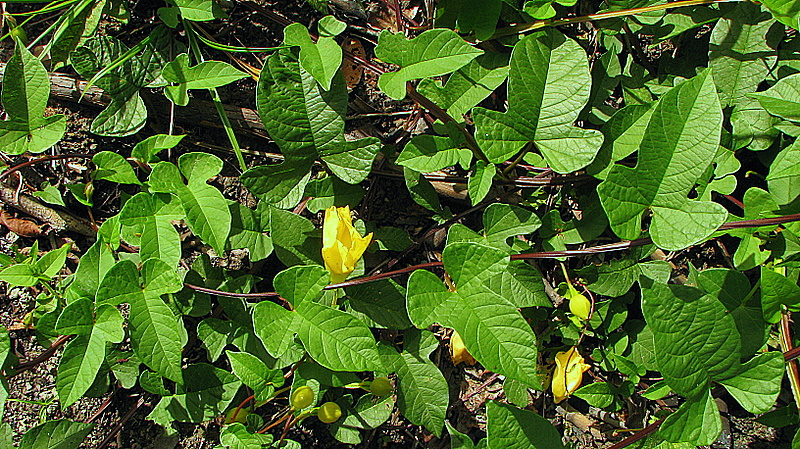
Operculina hamiltonii

Operculina – rodzaj roślin z rodziny powojowatych (Convolvulaceae). Obejmuje 13 gatunków. Zasięg rodzaju obejmuje wszystkie kontynenty w strefie międzyzwrotnikowej z centrum zróżnicowania w południowo-wschodniej Azji. Korzenie Operculina turpethum mają bardzo silne działanie przeczyszczające.
Nazwa rodzaju utworzona została z łacińskiego słowa operculum znaczącego „przykrywka, wieczko” w nawiązaniu do wyglądu górnej części owocu otwierającej się po jego dojrzeniu.

## Morfologia
PokrójRośliny zielne (byliny) o pędach wijących się i wspinających, czasem płożących, zwykle nagich, rzadziej owłosionych, nierzadko oskrzydlonych.
LiściePojedyncze, ogonkowe, z blaszką jajowatą, dłoniasto lub pierzasto klapowaną, nagą lub owłosioną.
KwiatyWyrastają z kątów liści pojedynczo lub zebrane po 2–3 w wierzchotki. Podkwiatki są zwykle obecne, podobne do liści. Działki kielicha są jajowate do kolistych, czasem ząbkowane na brzegu, równe lub nierówne, powiększają się podczas owocowania. Korona dzwonkowata lub lejkowata, biała, rzadziej żółta, łososiowa lub czerwonawa, całobrzega lub niewyraźnie 5-łatkowa. Zalążnia dwukomorowa z czterema zalążkami. Szyjka słupka rozwidlona z kulistawym znamieniem na końcu.
OwoceKanciaste lub kuliste torebki otwierające się wieczkiem. Nasiona w liczbie od 1 do 4, eliptyczne, nagie, rzadziej owłosione.

## Systematyka
Pozycja systematyczna
Rodzaj nie przypisany do plemienia z podrodziny Convolvuloideae w obrębie rodziny powojowatych (Convolvulaceae).
Wykaz gatunków
- Operculina aequisepala (Domin) R.W.Johnson
- Operculina codonantha (Benth.) Hallier f.
- Operculina hamiltonii (G.Don) D.F.Austin & Staples
- Operculina macrocarpa (L.) Urb.
- Operculina maypurensis (Hallier f.) A.R.Simões & Staples
- Operculina petaloidea (Choisy) Ooststr.
- Operculina pinnatifida (Kunth) O'Donell
- Operculina polynesica Staples
- Operculina pteripes (G.Don) O'Donell
- Operculina riedeliana (Oliv.) Ooststr.
- Operculina sericantha (Miq.) Ooststr.
- Operculina turpethum (L.) Silva Manso
- Operculina ventricosa (Bertero) Peter